# 本番行為
本番行為（ほんばんこうい）または非擬似セックス（ひぎじせっくす）は性行為挿入を意味する性風俗用語。俗に「本番」と呼ばれる。通常は性交のみを指す。本番行為を含む映画は、英語圏では Unsimulated sex film (movie) と呼ばれる。

## 風俗店
日本には売春防止法が存在するため、箱ヘルやデリヘル、ホテヘルやイメクラ、また性感エステなどでの本番行為は厳禁となる。そのため、女性従業員と男性客が秘密裏に金銭の授受を行い、本番をした場合は売春防止法違反となり、店舗は営業停止を余儀なくされる。
ソープランドにおける本番行為は黙認されているが、特殊浴場に通う男性と女性従業員が、両者の同意(個人の自由意思)による「営業外行為」での自由恋愛という体裁を取っている。

### 本番強要
本番行為を禁止している風俗店で、客が風俗嬢へ本番行為を要求すること。俗に「本強」（ほんきょう）とも言う。仮に行なった場合は通常であれば、強姦の容疑者として警察に引き渡すが、店が被害者である女性の身を案じて、また容疑者が仕事上の立場や家庭環境など今後の人生を憂慮し、高額の慰謝料を支払うことで示談にする場合もある。その後は出禁とされるのが通例である。

## 映像作品

### 映画
映画業界における本番行為とは、俳優が性行為の模倣や振りをするのではなく、実際に性行為に従事すること（非擬似セックスシーン）をいう。洋画・邦画を問わず、映画では性を描写するシーンでも、実際の性交を行わず演技により表現するのが通常である（擬似セックス）。しかし、演出ほか何らかの目的がある場合などは、ごくまれにこの原則から外れた作品が制作される。
男優、女優が、相手の性器を唇で直接愛撫するフェラチオやクンニリングスといったオーラルセックスに始まり、女性器内に勃起状態の陰茎を挿入する性交まで、本番の定義は多様である。女優側の性的な補助動作を受けたり、膣内で抽挿を行なうなど、陰茎あるいは亀頭への刺激を受け続けた男優が、カメラの前で実際に精液を放出している映画作品もある。
かつては、そのようなシーンは法律や映画制作コードなどの自主的な業界標準によって制限されていた。そのため、露骨な性的表現を示す映画は戦前の「男性向け映画」や60年代の「ポルノループ」などの私的に流通していた地下ポルノ映画に限定されていた。1969年には世界で初めてデンマークでセックスをあからさまに見せるポルノ映画が合法化され、70年代から他の国でも規制緩和が広がった。1960年代後半、特にアンディ・ウォーホルによる『Blue Movie』の公開あたりから、映画における性描写の境界が押し広げられ始めた。一般映画に描写されている性行為の大部分は擬似本番である（初期のポルノでも、カメラのアングルを変えて、性器の挿入を行なわない擬似セックスに切り替えていたこともある）。これらのセックスシーンを含む映画とポルノ映画の違いは、そのようなシーンがエロティックと見なされるかもしれないが、映画制作側の意図はポルノ表現（要は性的興奮のための表現）だけではないということある。
1970年頃まで非合法だったため地下で流通していたポルノ映画以外で、実際に性交を行った本番映画作品は、1966年のデンマーク映画『Gift』を初め、マイケル・ウィンターボトムの『9 Songs ナイン・ソングス』など、現在に至るまでには多数ある。一覧は「#一般映画における一覧」を参照のこと。
日本で実際に性交を行った映画として初めて話題になったのが、1976年の大島渚監督作品『愛のコリーダ』である。劇中で松田英子が藤竜也と性交を行っており、当時大きく取り上げられた。松田英子はこの映画がデビュー作で、女優として一躍有名となる。その後、若松孝二作品『聖母観音大菩薩』(1977)などにも出演した。なお、中島葵も藤との性交シーンを演じたが、当時の彼女は既に日活ロマンポルノ、成人映画への出演歴があった。
また、1981年には武智鉄二作品『白日夢』で愛染恭子と佐藤慶が、寺山修司作品『上海異人娼館 チャイナ・ドール』で大野美雪とクラウス・キンスキーが、1983年には『華魁』で親王塚貴子らがそれぞれ本番を行うなど、この時期には芸術作品を指向した一般映画が制作された。なお、『愛のコリーダ』はフランス資本の映画であり、純然たる日本映画としては『白日夢』が初となる。
本番行為で注目すべき例としては、1970年代のベッドサイド映画 8作とゾディアック映画 6作のうち2作が挙げられる。これらはすべてデンマークで制作され、多くのポルノセックスシーンがあったが、それでも一般映画と見なされ、すべて一般映画でのキャストやクルーで、一般の映画館で上映された 。これらの映画で最後にあたる「Agent 69 Jensen i Skyttens tegn」は1978年に制作された。1970年代の終わりから1990年代後半まで、メインストリーム映画でハードコアシーンを見ることはまれであったが、ラース・フォン・トリアーの出現とその成功によって変化し、その後 『イディオット』（1998年）『ロマンスX』（1999年）『 ベイズモイ』（2000年）『インティマシー/親密』（2001年）といった露骨な内容のアートハウス映画の波を告げていき、以降もヴィンセント・ギャロの『ブラウンバニー』 （2003）、『9 Songs ナイン・ソングス』 （2004）、『オール・アバウト・アンナ』（2005）が続いた。このため2006年の映画『Red Road』のクンニリングスシーンのように、一部のシミュレートされたセックスシーンも、批評家が本物の行為であると誤って信じるほど十分に現実的な行為にみえていった 。
ギャスパー・ノエは映画「ラブ」（2015）リリース後のインタビューで、観客がセックスのリアルな描写を見たい理由を尋ねられたとき、性的行動を制御したり、正確なコンテキストで整理したりするセックスは本当は危険地帯のようなもので時には階級の壁が崩れ、多くの人々が恐怖するという権力構造からであることを示唆した。
ジェームズ・フランコは、  Interior. Leather Bar. （2013）に取り組んだ理由について、「美学と個人的な理由」を引用している： 「私はプロの一般映画に17年間携わっており、それに加えて、私は米国市民であり、ご存知のように クィア理論やクィア映画といった文化に携わっています。ですから、私の立場は、私の立場が許すことの1つ、これら2つの世界を結びつけ、主流の映画や主流文化のルールに疑問を投げかけ、物事がなぜそうなるのか、なぜ一部の主題は別の方法ではなく1つの方法で提示され、それらが人間として私たちを形作る方法、それが私たちの信念を形作る方法、それが私たちの生き方を形づける方法、それらに疑問を投げかけたり、ライフスタイルを見る別の方法を紹介したり、主流の映画館やインディーズ映画館 、 アート・フィルム映画館で見られるようなものを紹介したりできるのなら、それは良いことだと思います。別の視点から他の声や他の種類の議論やストーリー、物語が導入された場合、それは私たちを人々としてより豊かにするだけであるからです 。」
数人の監督が、実際の性的行為の撮影に固有の技術的問題、特に映画でそのような行為を一度も行ったことがない俳優や女優についても公然と議論したり執筆もしている。BlackBookとのインタビューで、 ギャスパー・ノエは 、それはいくつかの理由から困難であることを認めており、俳優が小さくてもクルーの下で、またはカメラに向かって勃起を獲得または維持することができない場合もあるし、どちらの参加者にも現在のパートナーがいる場合があるという。「だから、本物のセックスを見せるための最良の方法は、カップルであった2人の独身者をキャストすることだと決めました」 
ホームビデオが登場する前、多くのハードコアポルノ映画が一般の映画館で上映されたがほとんどの場合、挿入のシーンは切り取られるか、代替ショットに置き換えられていた。例外の例は『ディープ・スロート』 で、無修正で上映された。
このタイプのハイブリッド上映の例には、X指定として撮影されたAlice in Wonderland（日本のビデオリリース時の邦題は『エッチの国のアリス』） （1976）の例があるが、最初にR指定バージョンとして上映され、その後ノーカットバージョンがリリースされている 。CaféFlesh （1982）というSF映画のR指定版は、一般の映画館で上映された 。 Stocks and Blondes （1984、元々はWanda Whips Wall Streetとして） およびDroid （1988）も当初は1987年にCabaret Sinとして上映された。
非ポルノ映画における性表現の描写は長い間禁止されてきた（特にアメリカ合衆国では連邦法により）。古い社会規範に対抗するカウンターカルチャームーブメントが世界的に広がった1960年代半ばに、映画はスクリーン上に表示できるものの境界を押し広げ始めたが、その際の性的シーンの大半は非ポルノ映画においては擬似行為がなされていただけで、映画製作者が明示的な方法で性的行為を上演した場合はまれな例であった。これらの映画とポルノ映画の違い、こうした映画のほとんどはポルノではないということについて、一般的に映画の目的はそれ自体の性行為ではなく、セックスの役割を果たしている様は物語を伝えるのに良いからそういったシーンが導入されていると解釈される。にも関わらず、そのような映画の上映には論争が伴うことがある。一部は検閲版クラシックルームのサーキットで放送され、後にVHSまたはDVDでリリースされている間に無検閲版で提示がなされる。
ポルノ映画
日本では成人映画であっても基本的には行為のシーンは擬似であるが、その他の国ではポルノ映画は基本的にハードコアと呼ばれるスタイルであり、本番行為を認識できるよう画面提供する映像制作手法をとっている。

2010年、 x-intime.comのインタビューで、フランスのポルノ映画監督であるジョン・B・ルートは、以下のように ハメ撮りについて語っている  ： 
| 「 | しかし、物語と興味本位で扱われたセクシュアリティの問題は映画によって回復されうるでしょう。実際の睾丸がみえた映画も見られるようになりました。発展は遅くても流れは止まらないでしょう。ポルノにはある種手法がないので、映画の性的な問題は徐々に避けられるでしょう。[...]性的タブーのない社会では、[...]セックスについて語るのは映画によってです。ポルノが存在する場合、セクシュアリティについて話すことはつまりくさびがあるということなので、共有するにはそういったジャンルも必要です。西洋社会ではセクシュアリティに対する抵抗が少なくなってきており、そうした映画の一般映画化を徐々に受け入れていくと思います。. | 」 |

ただし、このタイプの映画は比較的まれであるとされ、配給も制限されている—その映像の性質から。
少なくともそのことを示す場合の映像は、一般に、陰茎の勃起がみうけられることでポルノとして分類することができる。ただし、性的行為を伴わない単純な勃起を示す映画も世にあることはある。フランスでは、1974年の検閲の廃止（ ヴァレリーギスカルデスタンの選挙後）と1976年 1月のX指定発効の間に期間が開いたが問題なく世に出て行くことになる。

### 一般映画における一覧
次の一般映画には、実際の性的活動が確認されたシーンがある。つまり、俳優や女優は、実際の性交に従事したり、 フェラチオやクンニリングスなどの関連する性的行為・オーラルセックスを実際に行っている。このリストには、ポルノ映画に関するドキュメンタリー映画、たとえば インサイド・ディープ・スロート (Inside Deep Throat) には約20秒間のシミュレートでないフェラチオシーンが含まれているが、こうしたドキュメンタリー映画までは下記のリストに含まれていない。
非ポルノに分類される以下の映画で性行為を示すシーケンスが含まれていても映画はシミュレーションの芸術であるため、こうした考慮事項の真実性に関して多くの論争がある。ポルノ映画のように挿入行為を画面に大きくはっきり映されないかぎり、実際にセットで発生したものとの間には大きな違いがあるため「シミュレートされていない性的行為」かどうかは、こうした慣行を現実と断言した人々に与えられる自信の程度によるし、チームのメンバー（監督、俳優など）が撮影中に非シミュレーションの性的行為の存在を証明した映画、または参考文献でことを肯定した場合、後での他ソースによって言及された場合による。以下のリストは、そう考えられる情報源にも、関係する映画の実現に十分近い人物の主張にも基づいていない多くの噂のいずれにも対処していないといえる。
| タイトル | 公開年 | ノート | 言語                                       |
| --- | ------ | --- | ------------------------------------------ |
| Gift | 1966   | 米国で上映中に重要なセックスシーンが検閲官によってブロックされた。明示的でシミュレートされていないセックスシーンがあるデンマークの最初の一般映画の1つ | デンマーク語                               |
| On nous appelle les mods （ Dom kallar oss mods ）                                                                           | 1968   | ヤン・リンドクヴィストとステファン・ジャールによる若いヒッピードキュメンタリー映画と呼ばれている.。 |                                            |
| Blue Movie | 1969   | アンディ・ウォーホルによる1969年の映画–明示的な性を描いた最初の映画で、米国で広大に劇場配給を受ける – ポルノの黄金時代の独創的な映画（1969– 1984）そして、ウォーホルによると、Blue Movieが作られてから数年後にリリースされたマーロン・ブランドを主演とするが国際的に物議を醸したエロティックなドラマであるラストタンゴ・イン・パリ制作に大きな影響を与えたという。 | 英語                                       |
| 99 Women | 1969   | ステファン・スロワーの著書『情熱殺人』が原作: シネマジェス・フランコのはディレクターズカットと、クロードSendronが撮影したわずか8分を追加した1974年にフランス版ハードコアバージョンを含めて、このフィルムは4つの異なるバージョンが存在する。両方のバージョンは、Another World Entertainment DVDで入手可能. | 英語                                       |
| Double Face | 1969   | この映画はフランスのハードコア版がある。リカルド・フレダ監督で、女優のアリス・アルノを「Chaleur et jouissance」というタイトルで発表している | イタリア語                                 |
| クリシーの静かな日々 | 1970   | イェンス・ヨルゲン・トーセンのこの映画は、ヘンリー・ミラーの長年の発禁小説に基づいており、完全なる本物のセックスシーンを撮影している | デンマーク語, 英語                         |
| グルーピーガール | 1970   | デレク・フォード監督のGroupie Girlは、ハードコアの「エクスポート」バージョンでも利用可能 | 英語                                       |
| The Deviates | 1970   | エドゥアルド・セマノ監督の映画は、もともとソフトコアとしてリリースされ、後にハリー・リームスが関与する追加のハードコア挿入で再リリースされた | 英語                                       |
| Bacchanale | 1970   | ジョンとレム・アメロ監督のアメリカ映画で、ハードコアな挿入シーンが含まれている。主に「官能的なシュールレアリスム」と「ドリームロジック」に焦点を当てている。実際、映画全体は、死、罪悪感、エロティシズム、近親相姦をミックスした夢を描く | 英語                                       |
| カーマスートラ'71 | 1970   | ラジ・デヴィ監督のアメリカ映画で、女優のアン・ペリーが登場するハードコアなシーンを特集している | 英語                                       |
| Cry Uncle! | 1971   | ジョンG.アビルドセンによるこの映画は、シミュレートされていないフェラチオシーンを撮影している | 英語                                       |
| スローター・ホテル | 1971   | フェルナンド・ディ・レオ監督作、女性生殖器とレズビアンの性交ハードコア挿入をフィーチャーしたバージョンでもリリース。このバージョンは、フランスで「ヒッチコック」というタイトルで配給された | イタリア語                                 |
| A Lizard in a Woman's Skin                                                                                                   | 1971   | ルシオ・フルチによるこの映画には、フランス版が3つあります。キャロル（1971年にリリースされたオリジナルバージョン）、1976年にリリースされた2つのバージョン：Le Venin de la Peur（オリジナルバージョンに改名）と、Les Salopesというタイトルのハードコアインサート付きバージョン | イタリア語                                 |
| Luminous Procuress | 1971   | スティーブンF.アーノルドが監督した映画で、ハードコアな異性のセックスを取り上げています | 英語                                       |
| Secret Rites | 1971   | デレク・フォードによる英国の疑似ドキュメンタリー で、ハードコアの「輸出版」でも入手可能 | 英語                                       |
| Sweet Sweetback's Baadasssss Song                                                                                            | 1971   | メルヴィン・ヴァン・ピーブルズ 監督作、契約しているプロ女優は撮影中に性感染症を、映画の監督と俳優、から受けたと主張 |                                            |
| A Clockwork Blue | 1972   | エリック・ジェフリー・ヘイムズ監督のアメリカ映画。ソフトコア版とハードコア版の両方で入手可能 | 英語                                       |
| ピンク・フラミンゴ | 1972   | ジョン・ウォーターズによるこの映画は、1997年にオーストラリアで上映禁止。理事会は、「R分類ガイドラインに明確に違反する実際のフェラチオの実際の描写をクローズアップする」シーンを満場一致で指摘。俳優のダニーミルズとディヴァインが演じた同性愛者のフェラチオのシーンが含まれていた。 | 英語                                       |
| Who Killed the Prosecutor and Why?                                                                                           | 1972   | この映画には、ハードコアインサートを備えた外国市場向けに作られたジュゼッペヴァリ監督のバージョンがある. これらのシーンで一部削除されたのはCineKult DVDと表示される | イタリア語                                 |
| La verità secondo Satana | 1972   | レナート・ポルセリによるこの「心理的ジャロ」映画は、当初、配給が限られていた（映画は70年代に5回公開された）。検閲と配信の問題を回避するために、ポルセリは3つの異なるバージョンを撮影し、特定のシーンを削除しながら各プリントに新しいフッテージを追加。Laveritàsecondo Satanaの「最も難しい」プリントは、女性のオーガズムのクローズアップを特徴としています。 | イタリア語                                 |
| So Sweet, So Dead | 1972   | ロベルト・ビアンキ・モンテロ監督のこの映画は、「ハードコア挿入物による貫通」というタイトルでアメリカでリリースされました | イタリア語                                 |
| The Red Headed Corpse | 1972   | この映画には、ハードコアプリント（フランスのVHSから挿入された）を含む、レンツォ・ルッソが監督したいくつかのバージョンがあります | イタリア語                                 |
| Commuter Husbands | 1972   | デレク・フォードのイギリス映画はハードコアインサートのバージョンも存在するが、クレジットされたキャストのいずれかがHCを行ったという示唆はない | 英語                                       |
| Delirium (Delirio caldo) | 1972   | Das Grauen kommt nachtsというタイトルの2014年のドイツの2枚組DVDには、イタリアのオリジナルバージョンとフランスのハードコアバージョンの両方を含む、レナート・ポルセリによるこの映画の4つの異なるバージョンが含まれる. 監督が見ようと意図したノーカット版は、フランス語のDVDでも入手可能. | イタリア語                                 |
| Christina, the Devil Nun (Cristiana monaca indemoniata)                                                                      | 1972   | セルジオ・ベルゴンゼッリ監督のこの映画のノーカットバージョンにはハードコアシーンが含まれている | イタリア語                                 |
| I Jomfruens tegn | 1973   | デンマークのゾディアック -筋金入りのシーンを持つ一般コメディのシリーズの最初の映画 | デンマーク語                               |
| Ingrid sulla strada | 1973   | ブルネロ・ロンディによるこの映画には、ソフトコア（イタリアでリリース）とハードコア（後にフランスでリリース-挿入物から作成）の2つのバージョンがあります。情報筋によると、この映画はホームビデオ発売されていません | イタリア語                                 |
| Thriller – A Cruel Picture（ゼイ・コール・ハー・ワン・アイ〜血まみれの天使〜）                                               | 1973   | ボー・アルネ・ビベニウスによる、露骨な暴力と雇われた俳優（クリスチーナ・リンドバーグのボディダブル）によって実行されるハードコアセックスシーン両方を含む映画。Synapse Filmsは、DVDで2つのバージョンをリリース。スリラー：彼らは彼女の片目を呼ぶ（復eng版、2005年、検閲版）とスリラー-残酷な絵（限定版、2004年、無修正版）がある | スウェーデン語                             |
| Revelations of a Psychiatrist on the World of Sexual Perversion (Rivelazioni di uno psichiatra sul mondo perverso del sesso) | 1973   | レナート・ポルセリによる映画で、20分間のハードコアセックスを含むモンドスタイルのショット（挿入として）追加 | イタリア語                                 |
| A Scream in the Streets | 1973   | カール・モンソンと他の数人の監督による映画で、数秒実際の挿入行為が含まれている | 英語                                       |
| The Devil in Miss Jones（ミス・ジョーンズの背徳）                                                                            | 1973   | ジェラルド・ダミアーノ、ロジャー・エバート監督による好評のアメリカ映画 | 英語                                       |
| Fleshpot on 42nd Street | 1973   | 監督のアンディ・ミリガンにより、 2つのバージョンが存在：名称「ハードコア版」42丁目のFleshpotと題した「ソフトコア」バージョン42番街の女の子を（このカットはまた、「Fleshpot」のタイトルの下に流通している）。 | 英語                                       |
| The Other Side of the Mirror (Al otro lado del espejo (película de 1973))                                                    | 1973   | ジェス・フランコによるこの映画は、3つの異なるソフトコアバージョン（2つのスペイン語と1つのフランス語）と2つの異なるハードコアバージョン（1つのフランス語と1つのイタリア語）を含む、少なくとも5つのバージョンが存在 | スペイン語                                 |
| Sinner: The Secret Diary of a Nymphomaniac (Le Journal intime d'une nymphomane)                                              | 1973   | 1973年6月にフランスでリリースされ、1977年にLes Inassouviesというタイトルでハードコアインサート付きのバージョンで再リリースされました。この映画にはDVDとBlu-rayの両方のリリースがあります | フランス語                                 |
| A Virgin Among the Living Dead                                                                                               | 1973   | ジェス・フランコの映画であり、多くのハードコア版と編集版で存在します | フランス語                                 |
| The Sinful Dwarf（痴漢ドワーフ）                                                                                             | 1973   | 再リリースタイトルはThe Abducted Brideで、セベリンフィルムズ下にある未評価の米国演劇バージョンと、元のデンマークのハードコアバージョンThe Dwarfの両方がある | 英語                                       |
| The Devil's Plaything | 1973   | ジョセフ・W・サルノ監督のノーカット版の映画は、ディルドによる女性のオナニーのクローズアップシーンを含む多くの露骨なシーンを特徴としています | 英語                                       |
| アニタ：スウェーデンのニンフェット                                                                                           | 1973   | Torgny Wickman監督のスウェーデン映画。「病気としての淫乱症の深刻な治療のためという、アニタは、スカンジナビアの典型的ヌードは高い水準にもかかわらず、エロチックではない」 この映画は、1975年に米国で「アニタ」というタイトルで発売されたハードコアバージョンを含む多くのバージョンが存在 | スウェーデン語                             |
| The Sex Thief | 1973   | マーティン・キャンベルによるこの英国映画のハードコア版もあるというが、クレジットされたキャストのいずれかがハードコアシーンをしたという示唆はない | 英語                                       |
| Turkish Delights （ルトガー・ハウアー/危険な愛）                                                                             | 1973   | ポール・バーホーベン監督作。明示的なシーンが含まれている。 | 英語                                       |
| 赤い影 | 1973   | イギリスとイタリア合作で本国イギリスでは名作として知られている。ジュリー・クリスティとドナルド・サザーランドとの濃厚でナチュラルなセックスシーンで女性に対するオーラルセックスが描かれてる。そのシーンは本物だが実際の挿入シーンでセックスが行われていたかは不明とされている。 | 英語、イタリア語                           |
| エマニュエル夫人 | 1974   | ジュスト・ジャカンが監督した同映画には、女性がタバコを膣に入れて煙を吸ったり吐いたりするシーンが含まれている | フランス語                                 |
| Zelda | 1974   | フランス語版では、ディレクターのアルベルト・カヴァロンが追加のハードコアシーンを撮影 | イタリア語                                 |
| I Tyrens tegn | 1974   | デンマークの黄道帯 -ハードコアシーンと一般コメディのシリーズ第2弾の映画 | デンマーク語                               |
| Score | 1974   | シルベスター・スタローンを含むオフブロードウェイの劇に基づいたラドリー・メッツガーのアメリカ映画。カルバン・カルバーとジェラルド・グラントとでシミュレーションされていないフェラチオのシーンが特徴 | 英語                                       |
| Riot in a Women's Prison (Prigione di donne)                                                                                 | 1974   | ブルネロ・ロンディ監督のエロティックな映画で、フランスの配給業者によって追加されたハードコアシーンを含んで、「ペニテンシエドフェムズパーバース」というタイトルのバージョンでフランスでもリリースされた | イタリア語, 英語                           |
| The Girls of Kamare | 1974   | Situationist filmの作品で鈴木則文監督『恐怖女子高校 暴行リンチ教室』に、フランスのハードコア・ポルノの性描写と字幕にルネ・ヴィエネの批評性をインサートした | フランス語                                 |
| La Bonzesse | 1974   | FrançoisJouffaのフランス映画にはフェラチオのシーンが含まれている（情報源によるとシミュレートされず、撮影中に行為は実行されているが、映像ではあまり見えない）。侵入シーンは、実際の場合とそうでない場合とがある。 | フランス語                                 |
| スウィート・ムービー | 1974   | ドゥシャン・マカヴェイエフによるこの映画には、いくつかのシミュレートされていない性行為が含まれている | 英語, フランス語, ポーランド語, スペイン語 |
| Flossie | 1974   | 女優マリー・フォルサをフィーチャーした1974年のスウェーデンのエロティックな映画で、元のスウェーデンのXXXバージョンと編集されたR指定バージョンの両方に存在 | スウェーデン語                             |
| Immoral Tales（インモラル物語）                                                                                              | 1974   | ワレリアン・ボロチク監督のこの映画は、それぞれ「ラ・マレ」、「テレーズの哲学」、「エルゼベット・バソリー」、「ルクレツィア・ボルジア」という4つの物語で構成されています。3番目の物語では、女優のマリー・フォルサが膣の真珠を挿入するクローズアップシーンがあります mmoral TalesのドイツのBlu-ray版には、BorowczykのA Private Collectionの（ピクセル化された）フィルムクリップが含まれている | フランス語, イタリア語, ハンガリー語       |
| ローナ・ザ・エクソシスト (Les possédées du diable)                                                                           | 1974   | ジェス・フランコによる映画は、長さの異なるフランス版や、別の監督/プロデューサーであるロバート・デ・ネスがハードコア映像を撮影したイタリア語版など、多くのバージョンが存在 | フランス語                                 |
| Countess Perverse | 1974   | このジェス・フランコの映画のフランスの劇場版「Les croqueuses」とイタリア語版（「Sexy Nature」というタイトルの下）には、ハードコア挿入が含まれています | フランス語                                 |
| Carnal Revenge (Carnalità)                                                                                                   | 1974   | アルフレド・リッツォによるこの映画の少なくとも2つのバージョンが劇場公開されました。元のバージョン（1974年にイタリアでリリースされた とハードコアバージョン（1975年にフランスでリリースされ、フランスのディストリビューターによってハードコアシーケンスが追加された | イタリア語                                 |
| Keep It Up, Jack | 1974   | デレク・フォード監督のイギリスのセックスコメディ映画で、ハードコア挿入のバージョンにも存在するというが、クレジットされたキャストのいずれかがハードコアシーンを行ったという示唆はない | 英語                                       |
| The Hot Girls | 1974   | ジョン・リンゼイの英国映画にも筋金入りの輸出版がある。クレジットキャストが追加のハードコアを実行したかどうかは明らかではありません | 英語                                       |
| The Black Peacock also known as Il Pavone nero                                                                               | 1974   | オスヴァルド・チビラニが監督した映画は、ソフトコア版とハードコア版の両方が存在 | イタリア語                                 |
| Nude for Satan ( Nuda per Satana)                                                                                            | 1974   | フィルム・ルイジ・バッツェラは、オリジナルバージョン（イタリアの後半に1974年に劇場公開ソフトコア、）とハードコアバージョン（リタ・カルデロニのボディダブルで、挿入が含まれている両方が存在する）がオランダのDVDで入手可能 | イタリア語                                 |
| I Tvillingernes tegn | 1975   | デンマークのゾディアック -ハードコアシーンと主流のコメディのシリーズの第3弾の映画。 | デンマーク語                               |
| Der må være en sengekant | 1975   | デンマークのベッドサイド -エロチックな主流のコメディのシリーズ、およびハードコアシーンがある2つのうちの1つでの第6弾の映画 | デンマーク語                               |
| The Image | 1975   | この映画ラドリー・メツガーの小説に基づいて、L'イメージでキャサリン・ロビー・グリレットは、S＆M、フェラチオとクンニリングスを含む多くの本番行為シーンが特徴 | 英語, フランス語                           |
| パート2（英：Number Two、仏：Numéro deux）                                                                                   | 1975   | ジャン・リュック・ゴダールの最も性的露骨な作品の1つであり、ポルノと政治が混在しています。少なくとも1つの非シミュレーションシーン（フェラチオ）が含まれている | フランス語                                 |
| The Teenage Prostitution Racket [Storie di vita e malavita (Racket della prostituzione minorile)]                            | 1975   | カルロ・リザニと共同作者のミノ・ジャルダが監督した映画。多くの異なるバージョンで利用 されているのはジャルダが撮影したハードコア映像を10分間追加したバージョン。このバージョンは、2018年にリリースされたイタリアのRaro Blu-rayに含まれている | イタリア語                                 |
| Black Emanuelle | 1975   | ビト・アルベルティーニ監督のこの映画は、ソフトコア版とハードコア版の両方が存在します。筋金入りのシーンは、ボディダブルによって行われた。イタリアでは、Stormovieが完全にカットされていないハードコアプリントがDVDでリリースした | イタリア語                                 |
| Emanuelle e Françoise le sorelline                                                                                           | 1975   | ジョーダマト監督のこの映画のドイツ語版で、 " Die Lady Mit der Pussycat"というタイトルはブリジット・ラハイエをフィーチャーしたハードコア映像を含む | イタリア語                                 |
| Felicia (Les mille et une perversions de Felicia)                                                                            | 1975   | フィルムマックス・ペカスはソフトコアフィルムとして撮影し、その後に起因してギスカール・デスタンハードコアバージョンとX指定分類の映像作成をペカスは「強制」されました。両方のバージョンはイタリア版DVDに存在 | フランス語                                 |
| The Hot Nights of Linda | 1975   | ヘスス・フランコが監督したこの映画には、ソフトコアバージョンとハードコアフランス語バージョンの2つのバージョンがある | フランス語                                 |
| Female Vampire | 1975   | ジェス・フランコによるこの映画には少なくとも3つの異なるバージョンがあります（エロティックキルとも呼ばれます）。ホラーバージョン、「ソフト」エロティックバージョン、および実際には「ソフト」バージョンであるハードコアバージョンです。 4つの追加ハードコアシーンはレーザーパラダイスのドイツのDVDに収録されている | フランス語                                 |
| Les Chatouilleuses(Le sexy goditrici)                                                                                        | 1975   | ジェス・フランコの映画。1975年にリリースされたフランスのオリジナルバージョン[99]に加えて、VHSでリリースされたイタリアのハードコアバージョンも | フランス語                                 |
| L'Éventreur de Notre-Dame | 1975   | ジェス・フランコの映画は、ハードコアシーンを含む「セキソシスミー」というタイトルのバージョンなど、さまざまなバージョンで存在する | フランス語, ラテン語                       |
| Justine and Juliette | 1975   | マック・アールバーグ監督の映画には筋金入りのシーンが含まれています | スウェーデン語                             |
| The Bloodsucker Leads the Dance                                                                                              | 1975   | アルフレド・リッツォ監督のこの映画は、フランスで「L'Insatiable Samantha」というタイトルでリリースされました。このバージョンには、筋金入りのシーンがいくつか含まれています | イタリア語                                 |
| Lips of Blood | 1975   | ディレクターのジャン・ローランは、この映画のハードコア版の撮影を「強制」した | フランス語                                 |
| Rêves pornos (Le Dictionnaire de l'érotisme)                                                                                 | 1975   | 基本的には1965年から1974年にMaxPécasがハードコアを追加して撮影したエロティックな映画のシーンをまとめたもの。シーンは、ラ・ヌイット・ラ・プラス・ショード、ジェ・スイ・ウン・ニンフォマン、コメント・ル・デシル・ヴィエント・オー・フィルなどの映画から制作された | フランス語                                 |
| Wham! Bam! Thank You, Spaceman!                                                                                              | 1975   | William A. Levey監督のこの映画は、ハードコアXXXバージョンとハードコアXXXバージョンの両方で存在するが、ハードコアシーンはボディダブルによって行われた | 英語                                       |
| Breaking Point | 1975   | スウェーデンの監督Bo Arne Vibeniusが監督する3番目の映画は、比較的多数の性行為を特徴としています。この映画では、すべてのシーンはシミュレートされていません（俳優によって実行されている） | 英語                                       |
| Rolls-Royce Baby | 1975   | アーウィン・C・ディートリッヒ監督の映画。「映画は、明示的なマスターベーションやフェラチオのシーンが頻繁に登場するため、短くはありません」 | ドイツ語                                   |
| Girls Come First | 1975   | ジョセフ・マクグラス監督による追加の筋金入りのシーケンスを含むこの英国映画のバージョンもあるとされるが、クレジットされたキャストが関与していたかどうかは不明 | 英語                                       |
| The Sexplorer | 1975   | デレク・フォードのブリティッシュセックスコメディ映画で、海外市場向けのハードコアインサート付きのバージョンもある | 英語                                       |
| Le Sexe qui parle (Pussy Talk)                                                                                               | 1975   | クロード・ムロット監督のこの映画は、国際的な成功を収めるためにフランスで制作および公開された最初の独占ハードコア 長編映画であり、カルト映画と呼ばれています. この映画は、1975年11月にフランスで劇場公開されました（フランスで分類Xを導入する1か月前のギスカーディアン解放期間の終わり）。この映画は、ハードコアバージョン（Alpha France DVD）とソフトコアバージョン（Bach Films DVD）の両方が入手できます | フランス語                                 |
| Barbed Wire Dolls | 1976   | ジェス・フランコのノーカット版のこの映画には、18の分類を達成するためにアンカーベイが英国のDVDバージョンから削除しなければならなかったデジタル版で、挿入の明示的なシーンが含まれています | フランス語                                 |
| Emanuelle in Bangkok | 1976   | ジョー・ダマト監督のこの映画は、イタリアのノーカットDVDバージョンで、ピンポンボールによる膣挿入のハードコアショットが含まれています | イタリア語                                 |
| Luxure | 1976   | MaxPécasの映画は、オリジナルのソフトコアバージョン（Luxure）とハードコアバージョン（Sweet Taste of Honey）の両方が存在します。 | フランス語                                 |
| ミスティ・ベートーベン | 1976   | アメリカのエロ遊びに基づくフィルム、原作はジョージ・バーナード・ショー（およびその誘導体、マイ・フェア・レディ）ピグマリオンで、ラドリー・メツガーはストーリーとセットなどから ポルノの黄金時代の「王冠の宝石」受賞作家のトニ・ベントレーと考えられています | 英語                                       |
| Alice_in_Wonderland_(1976_film)                                                                                              | 1976   | ウィリアム・オスコが制作し、ロジャー・エバートが好意的にレビューしたアメリカ映画 | 英語                                       |
| Sømænd på sengekanten | 1976   | デンマークのベッドサイド -エロティックな主流のコメディのシリーズの8番目と最後の映画、および短いカラークライマックス＃1283：Mail Order Sex（1973）からの大規模なクリップを含む2つのうちの1つクルーのハードコアシーンを持つ | デンマーク語                               |
| I Løvens tegn | 1976   | デンマークのゾディアック -筋金入りのシーンと主流のコメディのシリーズの第4弾の映画 | デンマーク語                               |
| 愛のコリーダ | 1976   | この映画には多くの実験的で前衛的な要素があり、俳優の性器を示すハードコアセックスシーンが特徴。阿部定事件に基づいて、フェラチオやその他のシミュレートされていない性的行為を撮影している。松田暎子の女性器に卵を入れるなどのシーンや殿山泰司が局部を露出ししごくシーンなどもある。 | 日本語                                     |
| Through the Looking Glass | 1976   | 多くの実験的で前衛的な要素を持つジョナス・ミドルトンの映画。ミドルトンは、異なる視聴者に映画を販売するために、3つの異なるバージョンの映画（2つのソフトコア、1つのハードコア）を撮影しました | 英語                                       |
| A Real Young Girl | 1976   | この映画はカトリーヌ・ブレイヤの最初の長編映画で、1975年に撮影されましたが、主にそのコンテンツが筋金入りのため、今後25年間上映禁止。論争の的となっているシーンには、完全な前頭膣、体液排尿、オナニーが存在 | フランス語                                 |
| Die Marquise von Sade | 1976   | ジェス・フランコによるこの映画には、ハードコアなシーンが含まれています | ドイツ語                                   |
| Girls in the Night Traffic                                                                                                   | 1976   | このジェス・フランコの映画のドイツBlu-ray版には、ソフトコア版とハードコア版の両方が含まれています | ドイツ語                                   |
| The French Governess | 1976   | デモフィロ・フィダニ監督の映画には、少なくとも3つのバージョンがあります：Calde labbraというタイトルのエロチックなドラマ、Burning Lipsというタイトルのハードコアバージョン、および以前の2つのバージョンの混合である「Cine Sexy」のイタリア版DVD. | イタリア語                                 |
| Inhibitions | 1976   | Paolo Poetiによるこのエロティックな映画には、ソフトコア版とハードコア版の両方があります。ハードコア版には、女性のオナニーのクローズアップシーンが含まれています | イタリア語                                 |
| Around the World in 80 Beds (In 80 Betten um die Welt, Mondo Erotico)                                                        | 1976   | ジェス・フランコの映画はハードコア版もあります。しかし、「本物の」モンドとしての映画の信ぴょう性は（情報源によると）議論がなされている | ドイツ語                                   |
| Sex Express | 1976   | Diversionsとしても知られているこのデレク・フォード監督のイギリス映画は、ハードコア「エクスポート」バージョンでも入手可能です | 英語                                       |
| Keep It Up Downstairs | 1976   | ロバート・ヤングによるこの英国映画は出演が主要なスターのためにボディ・ダブルを含むハードコア挿入物のバージョンも存在します | 英語                                       |
| Secrets of a Superstud | 1976   | モートン・L・ルイスとアラン・セルウィンが監督を務めたこの英国映画は、ハードコア・エクスポート版でも撮影されており、「常に難しくなっています」と題されています | 英語                                       |
| The Office Party | 1976   | デビッド・グラント監督のイギリス映画もハードコアなエクスポート版 | 英語                                       |
| The Angel and the Woman | 1977   | ジル・カールによるこの映画には、明確にシミュレートされていない性的活動が含まれている | フランス語                                 |
| Agent 69 Jensen i Skorpionens tegn                                                                                           | 1977   | デンマークのゾディアック -ハードコアシーンの一般コメディのシリーズの第5弾映画 | デンマーク語                               |
| Shining Sex | 1977   | ジェス・フランコによるこの映画には少なくとも2つのバージョンがあります。明示的なソフトコア（DVDでShining Sexとして入手可能-フランスではLa fille au sexe brillantとしてリリースされているFrancoのオリジナルカットのようです） -ハードコアインサート付きのフランス語版の編集、DVDでも入手可能） | フランス語                                 |
| Blue Rita (Le Cabaret des filles perverses)                                                                                  | 1977   | ジェス・フランコによるとこのフィルムの少なくとも2つのバージョンがあり、ディレクターズカット（1977年にフランスでtheatricalyリリース;ドイツ語DVDでも利用できる）とインサートのあるフランスのハードコア版（DVDでリリースされていない） | ドイツ語                                   |
| Emanuelle in America | 1977   | ジョー・ダマトの映画は、ソフトコア版とハードコア版の両方存在 | イタリア語                                 |
| Emanuelle Around the World                                                                                                   | 1977   | ジョー・ダマトによるフランス市場向けに準備されたこの映画でヨーロッパ版には挿入、オーラルセックス、蛇と犬の獣姦シーンが含まれています | イタリア語                                 |
| Sister Emanuelle | 1977   | ジュゼッペ・ヴァリによるこの映画は本番セックスシーンを含むデンマークDVDバージョンも存在 | イタリア語                                 |
| Nazi Love Camp 27 (La svastica nel ventre)                                                                                   | 1977   | マリオ・カイアーノによる映画、その一部のバージョンにはハードコア挿入が含まれている | イタリア語                                 |
| Under the Bed | 1977   | デヴィッド・グラント監督のイギリス映画は、ハードコア映像のあるバージョンで存在 | 英語                                       |
| The Mark | 1977   | イリアス・ミロナコス監督のギリシャ映画は、ソフトコア版（The Mark）とハードコア版（Call Girl）両方存在 | 英語                                       |
| The Ceremony | 1977   | 多作のギリシャ監督オミロス・エフストラティアディスの映画（エロティキ・テレティとしても知られている）は、ハードコアを含む多くのバージョンが存在 | ギリシャ語                                 |
| Monsieur Sade | 1977   | ジャック・ロビン監督の映画は、1つの「本当にポルノのシーン」で始まるが、残りの映像はほとんどシミュレートがなされているシミュレートされていない性交シーンが描かれた実験映画。 | フランス語                                 |
| Le calde notti di Caligola                                                                                                   | 1977   | ロベルト・ビアンキ・モンテロ監督のエロチックなコメディは、2つのバージョンで撮影されている | イタリア語                                 |
| エージェント69ジェンセンiスカイテンズテグン de:I_Skyttens_tegn                                                               | 1978   | デンマークのゾディアックの第6作目と最終作。ハードコアシーンを含む一般コメディ映画 | デンマーク語                               |
| Behind Convent Walls | 1978   | ワレリアン・ボロズウィックによるこの修道女映画のノーカットバージョンは、木製のディルド による女性の自慰行為のハードコアシーンを特徴としている。「映画の中で最もグラフィックな性的シーンと、映画を悪名高いものにするもの」 | イタリア語                                 |
| Blue Movie | 1978   | アルベルト・カバロンが監督したこの映画は、フェラチオや性交シーンを含むハードコア素材を含む8 mmのノーカットバージョンでも存在する | イタリア語                                 |
| シスター・オブ・ウルスラ(it:La sorella di Ursula)                                                                            | 1978   | カットされていないソフトコアバージョンと、後にハードコアインサートを使用してプロデューサーによって作成されたハードコアバージョンの両方存在 HCバージョンの存在は、ミリオーニ監督自身によっても確認がなされた | イタリア語                                 |
| The Coming of Sin | 1978   | ホセ・ラモン・ララス監督のこの映画には少なくとも2つのバージョンがあります。セックスマニアックと、ハードコアインサートを含むイタリアのPAL VHSソドミアバージョン | スペイン語                                 |
| Pleasure Shop on the Avenue                                                                                                  | 1978   | ジョー・ダマト監督のエロトリラー映画（Il porno shop della settima stradaとも呼ばれる）は、もともとソフトコアとして撮影されていましたが、プロデューサーのリクエストにより、ハードコア映像が追加された。映画の完全なハードコアバージョンは、2015年にリリースされたCinesexyのイタリア版のDVD にある | イタリア語                                 |
| L'Ange et la Femme | 1978   | 私生活で結婚していたキャロル・ローレとルイス・フレイが関係するマスクされていないシーンがある。 | フランス語                                 |
| You're Driving Me Crazy | 1978   | デビッド・グラントによるこの映画のハードコアバージョンがありますが、キャストのいずれかがハードコアインサートに参加したかどうかは明らかではない | 英語                                       |
| Immoral Women | 1979   | ワレリアン・ボロズウィックが監督したこの映画は、それぞれMargherita、Marceline、Marieという3つのストーリーで構成されている。最初の話、マルゲリータでは、シミュレートされていない性交シーンがある | フランス語, イタリア語                     |
| カリギュラ | 1979   | 映画のプロデューサー、ボブ・グッチョーネは、挿入、フェラチオ、射精を含むいくつかのハードコア挿入物をあとで6分間分追加。Tinto Brassが撮影したシーン自体は完全にソフトコア。当時としては巨額の46億円が投じられる。 | 英語                                       |
| Images in a Convent | 1979   | ジョー・ダマトによるこの映画には、レイプシーンでのハードコアセックスを含む多くの露骨なセックスシーンが含まれている | イタリア語                                 |
| Play Motel | 1979   | マリオ・ガリアッツォ監督の映画。Blu-ray A America-Raro Videoには、約7分の追加のハードコア映像が含まれている | イタリア語                                 |
| Giallo a Venezia | 1979   | Scorpion Releasing Blu-rayで入手可能なマリオ・ランディの映画には、ハードコアインサートが1シーン含まれている | イタリア語                                 |
| Malabimba - The Malicious Whore                                                                                              | 1979   | アンドレア・ビアンキ監督の筋金入りのシーンをフィーチャーしたホラー映画 | イタリア語                                 |
| Bare Behind Bars | 1980   | Oswaldo de Oliveiraの当映画は、露骨なセックスシーン（主にレズビアン）と、少なくとも1つのハードコアな異性愛シーンを特徴としている | ポルトガル語                               |
| Beast in Space | 1980   | アルフォンソ・ブレシアによるこの映画のハードコア版もあり | イタリア語                                 |
| Blow Job (Soffio erotico) | 1980   | 監督のアルベルト・カヴァロンは、オーラルセックスの1つのシミュレーションシーンを除いて、この映画にはグラフィックセックスシーンは含まれていないと述べた。この主張は映画製作の他のメンバーによって反論された。この映画のハードコアバージョンは、ポーリン・チューシャ、ガイア・ラウリフィルジ、ハッサン・ジャバーなど、ハードコア映画で再びカバロンと協力する3人の無名の出演者をフィーチャーしたキャストで撮影されました。フィルムは1980年ディストリCinematograficaによってイタリアで演劇上映された | イタリア語, フランス語                     |
| クルージング | 1980   | アメリカ映画のサスペンスで、ゲイ社会におとり捜査として潜入する刑事をアル・パチーノが演じる。多くのセックスシーンがR指定を受けてカットされたが、一部は残されている。公開当時、ゲイの人権活動家から非難を浴びた。 | 英語                                       |
| The Erotic Twin - Dead Ringers [La gemella erotica (Due gocce d'acqua)]                                                      | 1980   | アルベルト・カバロンは、ソフトコア版とハードコア版の両方でこの映画を撮影 | イタリア語                                 |
| Erotic Nights of the Living Dead                                                                                             | 1980   | このジョー・ダマトの映画には2つのバージョンがある。ハードコアシーンを含む明示的なバージョン（ハードコアバージョン）と、ハードコアシーンをすべて削除するレーティング付き一般リリース（オリジナルバージョン） | イタリア語                                 |
| Exotic Malice (Sesso Nero)                                                                                                   | 1980   | One 7 MoviesのアメリカのDVD とX-Rated Kult VideoのドイツのDVDの両方にジョー・ダマト監督のこの映画のハードコアバージョンが含まれている | イタリア語                                 |
| Flying Sex (Sesso profondo)                                                                                                  | 1980   | マリノ・ジロラミ監督のイタリア映画には、ハードコアセックスシーンがいくつか含まれている | イタリア語                                 |
| Sesso perverso, mondo violento (Libidomania 2)                                                                               | 1980   | ブルーノ・マッテイによるモンド映画でハードコアシーンを含む。利用可能なソースによると、これらの「モンドシーケンス」の一部（または多く）は、ライセンスされたニュース、ルポルタージュ、または実際の映像ではなく、実際には他のモンド映画から拝借した場面という。映画はリビドーマニア（1979）などから | イタリア語                                 |
| Quando l'amore è oscenità (Oscenita)                                                                                         | 1980   | レナート・ポルセリの映画は、「彼の最も悪名高く、最も攻撃的で、最も挑戦的な映画」として1973年に撮影されたが、検閲の問題により1979/1980まで劇場公開されなかった。完全にカットされていないバージョンの映画は、さまざまな種類の性的活動シーン（ハードコアなものもあり）と激しい暴力/ゴアのシーンの両方が含まれている | イタリア語                                 |
| Hard Sensation | 1980   | このジョー・ダマトの映画は、レイプと復讐物ジャンルに属し、筋金入りのシーンも含まれている | イタリア語                                 |
| Hotel Paradise | 1980   | エドアルド・ムラジャ監督のこの映画のソフトコアバージョンとハードコアバージョンの両方は、Another World EntertainmentのデンマークのDVDに収録されている | イタリア語                                 |
| Sex and Black Magic | 1980   | ジョー・ダマトによるがほとんどはソフトコアシーンで、1つだけ短いハードコア挿入を示しているt. | イタリア語                                 |
| The Porno Killers (Le porno killers)                                                                                         | 1980   | ロベルト・マウリ（彼の最後の映画）によるこの映画のノーカットバージョンには、暴力とハードコアセックスの強烈なシーンが含まれている | イタリア語                                 |
| SPETTERS/スペッターズ | 1980   | ポール・バーホーベンが監督したこの映画は、オーラルセックスなどの露骨なハードコアセックスシーンを導入している | オランダ語                                 |
| Taxi zum Klo | 1980   | フランク・リプロ監督のこの映画は、ハードコアなゲイのセックスシーンを導入 | ドイツ語, 英語, フランス語                 |
| 上海異人娼館 チャイナ・ドール                                                                                                | 1981   | 寺山修司による映画。原作は「ポーリーヌ・レアージュ」の「O嬢の物語」で、シミュレーションされていない性行為シーンが含まれている | 広東語、日本語、英語、フランス語           |
| Emmanuelle in Soho | 1981   | デビッド・ヒューズ監督のイギリス映画は、2人の女性と1人の男性の異なる出演者によるハードコア版がある | 英語                                       |
| Porno Holocaust | 1981   | ルイジアナ州立大学のダニー・シプカ助教授の本で ポルノホロコーストとエロティックナイト・オブ・ザ・リビングデッド両方のネガティブレビューを行い、演技、ゴア、セックスシーンを「ハードコアセックスとエクストリームの融合暴力は邪魔である」と批判。 | イタリア語                                 |
| Caligula 2 - The Untold Story                                                                                                | 1982   | ジョー・ダマト監督のこの映画のノーカットのヨーロッパ版には筋金入りのシーンが含まれている | イタリア語                                 |
| Scandale | 1982   | ジョージ・ミハルカによるこの映画には、ソフトコアとハードコアの両方のセックスシーンが含まれている | フランス語                                 |
| Apocalipsis Sexual | 1982   | Carlos Auredの映画は、ソフトコア（スペイン語DVD）とハードコア（イタリアVHS）の両方のバージョンで存在 | スペイン語                                 |
| Aphrodite | 1982   | ロバート・フェスト監督の最後の長編映画であるソフトコア映画。膣に親指を部分的に挿入する場面が含まれている | フランス語                                 |
| Satan's Baby Doll (La bimba di Satana)                                                                                       | 1982   | マリオ・ビアンキによるこの映画のハードコア版は、フェラチオと性交のシーンを特徴としている | イタリア語                                 |
| Il nano erotico | 1982   | アルベルト・カバロンが監督した映画には、2つのバージョンがある。Esseretenuto – Being Captured というタイトルのソフトコアバージョンと、Baby Sitter [ Petites fessesjuvéniles（pour membres bienfaiteurs）としてフランスでリリースされたハードコアバージョン] がある | イタリア語                                 |
| My Nights with Messalina | 1982   | 元々の名称Bacanales Romanas監督のスペインのコメディ映画、ハイメJ.プイグ そのノーカット版ではクリップフェラ及び挿入のシーンなどハードコア含む | スペイン語                                 |
| Luz del Fuego | 1982   | デビッド・ネベス監督のこのブラジル映画は物議を醸したがブラジルのベデット・ ルス・デル・フエゴについてのリベラルでロマンチックな物語 映画には、主演女優が陰茎を擦るシーンが含まれている | ポルトガル語                               |
| Perdida em Sodoma | 1982   | このブラジル映画は通常、ソドムのロストガールとして翻訳され、ニルトン・ナシメントによる脚本、監督で、フェラチオと挿入のハードコアシーンがいくつか含まれている | ポルトガル語                               |
| Killing of the Flesh (Delitto carnale)                                                                                       | 1983   | チェザーレ・カネバリ監督のこのジャッロ映画は、ソフトコア版（現代のスリラーとして）とハードコア版の両方でリリースされている | イタリア語                                 |
| Taking Tiger Mountain | 1983   | ビル・パクストンを主役とするトム・ハッカビーとケント・スミスの映画には、ハードコアなフェラチオ撮影を含むいくつかのグラフィックシーンが含まれている | 英語                                       |
| Emmanuelle 4 | 1984   | フランシス・レロアとアイリス・レタンスが監督したこの映画には、少なくとも2つのバージョンがある。カナダのVHSには、オーラルセックスと性交を含む3つのハードコアシーンが含まれている | フランス語                                 |
| Lillian, the Perverted Virgin [Lilian (la virgen pervertida)]                                                                | 1984   | ジェス・フランコによるいくつかのハードコアシーケンスを含む映画。入手可能な情報源によると、ソフトコアとして撮影されていたため、既存のセックスシーンを拡張するために挿入物として後で追加されたこの映画は1984年にスペインで劇場公開され、スペインのキオスクDVDで入手できる | スペイン語                                 |
| The Alcove | 1985   | ジョー・ダマトの映画には、実際のセックスシーンが含まれている | イタリア語                                 |
| James Joyce's Women | 1985   | マイケル・ピアス監督のこの映画は、ジェームズ・ジョイスのユリシーズに基づいており、主演女優のフィオヌラ・フラナガンによるカメラ・マスターベーションを約20分間本物を見せている | 英語                                       |
| Devil in the Flesh | 1986   | 短いフェラチオのシーンが特徴で、その間、男性は女性にレーニンが1917年にサンクトペテルブルクに戻ったことを伝える話 | イタリア語                                 |
| Le Diable au corps （Il Diavolo in corpo）                                                                                   | 1986   | フェデリコ・ピッツアリスへマルーシュカ・デートメルスによってフェラが行われる | フランス語, 英語                           |
| Emmanuelle 5 | 1987   | ワレリアン・ボロズウィック監督のこの映画には、少なくとも3つのバージョンがある。ハードコア版はVHSでのみフランスでリリースされ、性交、オーラルセックス、マスターベーション、排尿のシーンが含まれている | フランス語, 英語                           |
| Emmanuelle 6 | 1988   | フランスでVHSのハードコア編集がリリースされ、このバージョンは米国のDVDバージョンよりも約10分長くなっている | フランス語                                 |
| Hotel St. Pauli | 1988   | スベンド・ワムによるこの映画は、シミュレートされていないオーラルセックスを行っている | ノルウェー語, スウェーデン語               |
| Kindergarten | 1989   | ホルヘ・ポラコ監督のこのアルゼンチン映画は、未成年者が関与するヌードコンテンツと、短期間のハードコア撮影のために（アルゼンチンで）20年間上映禁止された | スペイン語                                 |
| Kinski Paganini | 1989   | クラウス・キンスキーの監督デビュー作。あるレビュアーによると：「[...]それは本当に非常に奇妙で、瞬間的には残忍であるほとんど実験的な映画で、ソフトコアとハードコアのシーンがたくさんある[...]」としている | イタリア語                                 |
| トパーズ (Tokyo Decadence and Topāzu)                                                                                        | 1992   | 日本での売春についての村上龍によるこの映画には本番行為はないが、バイブレーターとストラップオンの明示的な使用、および排尿シーンを含む、性的に露骨なグラフィックのシーンが含まれています。「村上は、人々の性欲をくすぐるためにこの映画を作らなかった。彼はセックスを通して起こりうる潜在的なさを引き出したかった」 | 日本語, 英語                               |
| The Soft Kill | 1994   | エリ・コーヘン (映画監督)が監督したこの映画のDVDバージョンは、挿入があるのを特徴としている | 英語                                       |
| La Vie de Jésus (英語 title: The Life of Jesus)                                                                              | 1997   | ブルーノ・デュモン監督作。シミュレートされていない挿入が含まれているが吹き替えで、2人の俳優は、クレジットされている。「性行為の動物性を強調するために、デュモンは挿入の極端なクローズアップを含めた」 | フランス語                                 |
| Idioterne (英語 title: The Idiots)                                                                                           | 1998   | ラース・フォン・トリアーのこの映画は、非常に短い挿入とグループセックスを特徴としている。デンマーク映画で、知的障害者を演じることで社会を挑発するグループを描いている。グループセックスシーンでの挿入（ただし、映画の出演俳優を除く）が含まれている。「セックスシーンをリアルに撮影する」シーンは実際の俳優が行っているほか、1シーンだけポルノ業界の俳優が代役を務めている。 | デンマーク語                               |
| L'Ennui | 1998   | セドリック・カーンのこの映画は、本物のセックスシーンが含まれている | フランス語                                 |
| Fiona | 1998   | アモス・コレク監督のこの映画は、簡単なオーラルセックスシーンが特徴 | 英語                                       |
| Jezus is een Palestijn (英語タイトル: Jesus is a Palestinian)                                                                | 1999   | 挿入シーンがあるオランダ映画 | オランダ語                                 |
| シャボン玉エレジー SHABONDAMA ELEGY                                                                                          | 1999   | ロッテルダム国際映画祭ワールドプレミア上映、ベルリン映画祭マーケット上映された | オランダ語 日本語                          |
| La donna lupo | 1999   | ロレダナ・カンナタ フェラチオを実現（完全ではない）。 | フランス語                                 |
| ロマンスX | 1999   | キャサリン・ブレイラット監督、男性と女性のオナニー、フェラチオ、射精、サドマゾヒズムの束縛を特徴としている。キャロライン・デューシーによるサガモア・ステベナンへのオーラルセックス、またはその裏（完全なフェラチオではない）を行っている。一方、ロッコ・シフレディへは手で勃起させるが、ロッコ・シフレディのキャロライン・デュセイへの挿入については、特にキャサリン・ブレイラット監督とキャロライン・デュセイによって否定されたが、ロッコ・シフレディは確認。 しかし、主演女優が関与する行為のシミュレーションについては確信が持てないが、ポルノ俳優によるシミュレーションされていない性行為（挿入、射精）が行われ、その様子は映画のシーンではっきりと見える。 | フランス語                                 |
| ポーラX | 1999   | キャロリーヌ・デュセイも出演。ギヨーム・デパルデュー（ピエール）とカテリーナ・ゴルベワ（イザベル）の間で行われた性行為シーンをシミュレートせずしたことで、世界的に悪名を馳せた。 | フランス語                                 |
| The Man-Eater (La donna lupo)                                                                                                | 1999   | アウレリオ・グリマルディの映画には、シミュレートされていないフェラチオのシーンが含まれている | イタリア語                                 |
| Guardami | 1999   | 第56回ベニス国際映画祭にてプレミア上映したイタリア映画で、監督はデヴィデ・フェラーリオ。エリザベッタ・キャバロッティのフェラチオなど、シミュレートされていないセックスシーンが含まれている。ポルノ映画界の日常を描いているほかキャバロッティ演じるストリップシーンで股を開いて局部をみせている。 | イタリア語                                 |
| Vampire Strangler | 1999   | William Hellfireの映画は、シミュレーションされていないフェラチオやその他の筋金入りのシーンを示している | 英語                                       |
| Baise-moi | 2000   | 映画にはいくつかの実際のセックスシーン、フェラと射精だけでなく、シミュレートされていない挿入のショットが12か所含まれている。カレン・ランコムとラファエラ・アンダーソン 間で多くのシーンがなされるが、カレンらは'Lancaume Raphaëlla'というポルノでもそれぞれ出演。この映画はいくつかの国で一時的に（たとえばオーストラリアで） 上映禁止またはポルノ映画として分類される。 | フランス語                                 |
| In extremis | 2000   | セバスチャン・ロックがエロティックなクラブに入るシーンを見ながらフェラが行われます。 | フランス語                                 |
| O Fantasma | 2000   | ジョアン・ペドロ・ロドリゲス -セルジオ（リカルド・メネセス）とスーパーモデルの間の公衆トイレでのクローズアップフェラシーン。 | フランス語                                 |
| Sade | 2000   | ダニエル・オートゥイユは、ポルノ女優によって倍増されたキャラクターイジルド・ル・ベスコの膣に指を挿入する |                                            |
| Scrapbook | 2000   | エリック・スタンツェによるこの映画には、非挿入的な性行為（ハードコアのフェラチオと女優に放尿する俳優）が含まれている | 英語                                       |
| インティマシー/親密 | 2001   | ケリー・フォックス出演のイギリス映画。第51回ベルリン国際映画祭で金熊賞、女優賞を受賞。マーク・ライランス , へフェラチオをしている（完全ではない）。コンドーム装着のシーンなども。 | 英語                                       |
| Le Pornographe (英語 title: The Pornographer)                                                                                | 2001   | ベルトラン・ボネロによるこの映画は、浸透を含む多くのハードコアセックスシーンを示している。（ジャン=ピエール・レオを含むいくつかのシーンにポルノ俳優が関与。挿入および射精を別のディレクターがポルノ映画のシーンとして撮影） | フランス語                                 |
| ルシアとSEX（Lucía y el sexo、英語 title: Sex and Lucia）                                                                    | 2001   | フリオ・メデムによるこの映画には、映画のキャラクターの1人が作ったポルノ映画からの挿入とフェラチオ、および別の映画のキャラクターによって勃起したペニスとクンニリングスの手動刺激など、いくつかの実際のセックスシーンが含まれています | スペイン語, 英語                           |
| Hundstage (英語 title: Dog Days)                                                                                             | 2001   | ウルリヒ・ザイドル監督による最初の架空の長編映画には、筋金入りの乱交シーンが含まれている | ドイツ語                                   |
| The Center of the World | 2001   | ウェイン・ワンの映画には、ストリッパーがロリポップを彼女の膣に挿入する非シミュレーションのシーンが含まれている（ポルノ女優のアリシャ・クラスが演じる） | 英語                                       |
| Lazaro's Girlfriend (La novia de Lázaro)                                                                                     | 2002   | フェルナンド・メリネロによるこの映画は、主演女優のクラウディア・ロハスが、恋人役のロベルト・ゴビンの陰茎を咥えるシーンがあるが本当のフェラチオをしている | スペイン語                                 |
| Le loup de la côte Ouest (英語 title: The Wolf of the West Coast)                                                            | 2002   | ジェームズ・フォークナーとアンナ・ムーグラリスのヒューゴ・サンティアゴの映画は、シミュレートされていないセックスシーンを特集している | フランス語, 英語                           |
| Blissfully Yours (S̄ud s̄aǹeh̄ā)                                                                                                | 2002   | Apichatpong Weerasethakul監督のこの映画には、勃起に対する陰茎の手動刺激のシミュレートされていないシーンが含まれています | タイ語                                     |
| ひめごと（Choses secrètes、英語 title: Secret Things）                                                                       | 2002   | ジーン・クロード・ブリソーの女性キャラクターとハードコア乱交シーンによって公開自慰を含む多くの明示的なセックスシーンを示す女性のセクシュアリティについての映画。三部作第一弾の映画 | フランス語                                 |
| ケン・パーク (KEN PARK) | 2002   | ラリー・クラーク監督のこの映画は、男性のオナニーや射精シーンなど、シミュレートされたセックスシーンとシミュレートされていないセックスシーンの両方を導入している。女優のティファニー・リムジンは、2人の俳優と性的に露骨なシーンを演じている他、いくつかのシミュレートされていないシーンが映されている。 | 英語                                       |
| ブラウン・バニー | 2003   | ヴィンセント・ギャロによるこの映画は、フェラチオのシーンを導入。クロエ・セヴィニーは明らかに射精まで （元カレである）ギャロにフェラチオを行っている。カンヌで公開されたが賛否両論を巻き起こし、映画評論家からは「史上最悪の映画」と酷評された。カンヌで映画のプレミアを見て（スキャンダルを引き起こした）クレア・デニス監督は、このシーンに現れる陰茎が人工装具であると数人に話した。 映画「 Trouble Every Day」でギャロを監督したデニスによると、ギャロが彼の映画の小道具の1つを盗んだという。 映画が公開されるとすぐに、評論家のエマニュエル・ブルドーは、雑誌 レ・カイエ・デュ・シネマへ映画への疑問を語っている。 | 英語                                       |
| Private (Fallo!) | 2003   | ティント・ブラスが監督した映画は、2つのDVDバージョンでリリース。非シミュレーションのオーラルセックスシーンを含むDirector's Cut（イタリア語）と、非シミュレーションシーンを省略した代替Producers Cutバージョン（英語）がある | イタリア語、フランス語、英語、スペイン語   |
| Rossa Venezia | 2003   | アンドレアス・ベスマンのこの映画は、多くのハードコアセックスシーン、主にレズビアンを特集している | ドイツ語                                   |
| The Principles of Lust | 2003   | 「X指定の乱交シーン」を持つペニー・ウールコックのイギリス映画 | 英語                                       |
| Anatomie de l'enfer (英語 title: Anatomy of Hell)                                                                            | 2004   | オーストラリアの分類審査委員会によってキャサリン・ブレイラット監督によると「実際のセックス、高レベルのセックスシーン、高レベルのテーマ」が取り上げられている。ロッコ・シフレディとアミラ・カサール演じるキャラクター間のマスクされていない挿入がみられるが、キャサリン・ブレイラット監督がインタビューで確認したように、計画をシミュレートせずに倍増させたのはアミラ・カザールではない。 映画のオープニングシーケンスは男性間のフェラチオが映されているが、行為が実際になされたかどうかを確認することは困難。 | フランス語                                 |
| ANTARES（邦題：3つの不倫）                                                                                                   | 2004   | オーストリア映画で、監督はゴッツ・スピルマンとゲッツ・シュピールマンによる。トロント、ロカルノ、バンクーバーの各国際映画祭に出品。オーラルと挿入にも果敢に挑戦している | ドイツ語、フランス語                       |
| 9 Songs ナイン・ソングス | 2004   | 射精を示すシーンを含む、キーラン・オブライエンとマルゴ・スティリー間で複数の非シミュレーションシーン。挿入、フェラチオ、クンニリングス、射精など、いくつかのシミュレートされていないセックスシーンを導入 | 英語                                       |
| Story of the Eye | 2004   | ジョルジュ・バタイユの小説である眼の話に基づく。この映画の監督アンドリュー・リパスキー・マケルヒニーは、多くのハードコアセックスシーンが含まれているとしている | 英語                                       |
| Kärlekens språk 2000 | 2004   | Anders Lennbergが監督したスウェーデンの（架空の）性教育映画は、いくつかの本物のセックスシーンを示しています。劇場公開が制限され、学校で公開され、DVDバージョンもある | スウェーデン語                             |
| Stupid Boy (Garçon stupide)                                                                                                  | 2004   | ライオネル・バイエルの映画テーマには「強いリアルセックス」が含まれている フランス、ドイツ、スペインを含む少なくとも3か国で劇場公開されている | フランス語                                 |
| All About Anna（オール・アバウト・アンナ）                                                                                   | 2005   | ジェシカ・ニルソン監督の映画で、アイリーン・デイリーとグレイ・ベイの両方が演じる性交と男性俳優、マーク・スティーブンス役のアイリーン・デイリーが射精ありのフェラチオ、グレイ・ベイ演じたオビディがクンニリングをフィーチャー。デンマーク映画で、「女性が見ても楽しめるポルノ映画」という意図で撮られた一般映画作品。 | デンマーク語                               |
| 8mm Ⅱ | 2005   | J.S・Cardoneが監督した映画で、完全なヌード、グループセックス、女性オナニー、口内刺激、本物のポルノフレーム、レズビアンクンニリングスなど、さまざまなエロシーンが登場 | 英語                                       |
| Batalla en el cielo | 2005   | カルロス・レイガダス作。フェラとアナポラ・ムシュカディズが関与した可能性のある挿入および映画の二次俳優間の他でマスクされていないシーンを導入。 | スペイン語                                 |
| Kissing on the Mouth | 2005   | ジョー・スワンバーグの映画で、射精を伴うオナニーの実際のシーンが含まれている | 英語                                       |
| 天邊一朵雲 (英語 title: The Wayward Cloud)                                                                                   | 2005   | ツァイ・ミンリャン監督のこの映画は、フェラチオと挿入シーンを特徴としている | マンダリン                                 |
| Princesas | 2005   | フェルナンド・レオン・デ・アラノアによるこの映画には、明示的なフェラチオのシーンが含まれている | スペイン語                                 |
| Lie with Me（寂しい時は抱きしめて）                                                                                          | 2005   | クレメント・ヴィルゴの同じタイトルの小説に基づいた映画で、ローレン・リー・スミスが主演で、本物のセックスでシーンを演じている。「ミディアムからハードコアのセックス」が含まれている。インディーズ映画として制作された。トロント国際映画祭で上映されたが批評家からは評価されなかった。 | 英語,スペイン語                            |
| Destricted | 2006   | この映画は、「芸術とポルノが交わる微妙な境界線を探る」ことを依頼されたアーティストと独立系の映画製作者によって作られた7つの短編映画の編集。「強烈な、本当のセックスが含まれています」。画面上のポルノとセクシュアリティを反映した集合映画で、各セグメントに明示的なシーンを含めるという共通の目標がある。 そのため、この映画には、特にラリー・クラークとガスパー・ノエが作成したセグメントに、いくつかのシミュレートされていない行為が含まれている。 | 英語                                       |
| ショートバス | 2006   | ジョン・キャメロン・ミッチェル監督作。数人の俳優たちは、セルフブロージョブシーンを含む、シミュレートされていないシーケンス 明示的なマスターベーション、実際の性行為行う一人尺八、性交、フェラチオを含む。コメディ作品として制作された。映画そのものとしての評価も高く、セックスシーンが本物というこのジャンルの中では比較的よく知られている映画。 | 英語                                       |
| Taxidermia | 2006   | パールフィ・ジョルジが監督したこの映画には、短いが本物の性行為（男性のオナニーと膣への挿入）の2つのシーケンスが含まれている | 英語                                       |
| Les Anges Exterminateurs | 2006   | 女性のセクシュアリティを探求するジャンクロード・ブリソー映画第2弾。シミュレートされていない女性のオナニーを導入 | フランス語                                 |
| Auftauchen (Also known as Amour fou)                                                                                         | 2006   | フェリシタス・コーンの長編映画デビュー作は、いくつかの本物のセックスシーンを示している | ドイツ語                                   |
| Ex Drummer | 2007   | コーエン・モルティエ監督のフラマン映画。「強烈なリアルセックス」が含まれている ベルギーとオランダで劇場公開され | オランダ語                                 |
| It Is Fine! Everything Is Fine.                                                                                              | 2007   | デビッド・ブラザーズとクリスピン・グローバーが監督したこの映画には、実際の挿入行為が含まれている | 英語                                       |
| ラスト、コーション | 2007   | アン・リー監督作。ベネチア国際映画祭金獅子賞受賞作。タン・ウェイ主演。トニー・レオンは劇中3度にわたる過激な性描写が本番だと噂されていることについては否定している。多くの性的シーンが含まれており、監督のほのめかしによれば、部分的に工夫されている。 いずれにせよ、シーンは米国の認証機関がcontenu à caractère sexuel expliciteとし、NC-17 を分類するよう促している。 | 北京官話、広東語、上海語、英語、日本語     |
| The Story of Richard O. (L'histoire de Richard O.)                                                                           | 2007   | ダミアン・オドゥルによるこの映画は、いくつかのシミュレートされていないセックスシーンを示している | フランス語                                 |
| Import/Export | 2007   | ウルリヒ・ザイドルによる2つ目の長編映画で、デジタル挿入やオーラルセックスなど、シミュレートされていないセックスの画像が含まれている | ドイツ語, ロシア語, 英語                   |
| Serbis (英語 title: Service)                                                                                                 | 2008   | フィリピン映画で、ブリランテ・メンドーサが監督、明示的なフェラチオを示しているなど性的に過激なシーン、オーラルセックスや性器露出など多い。第61回カンヌ国際映画祭のコンペティション部門に正式出品され作品内容自体もそれなりに高い評価を受けている。非シミュレートされたフェラは、フィルムに背景として機能し、ポルノ映画館で撮影されている。 | フィリピン、タガログ語                     |
| WATER IN MILK EXISTS | 2008   | 上映時間23分のアメリカの短編映画で、監督はアメリカンアート界の巨匠と呼ばれるローレンス・ウィナーで、映画をプロデュースしたのは平川典俊。映画が始まってすぐ男女の結合シーンがアップで映されるのをはじめ、ほとんどが露出シーン。本作品の出演者全員がいわゆるプロの俳優ではなく、アート関係者など素人で占める | 英語                                       |
| Tropical Manila | 2008   | サン・ウーリー監督のこの映画には、本物のフェラチオを含むいくつかの露骨な性行為が含まれている | フィリピン、朝鮮語                         |
| Otto; or Up with Dead People                                                                                                 | 2008   | ブルース・ラブルースの映画でドイツ・カナダ合作。ドイツ・ベルリンのゾンビを題材にした作品で、キャラクターの一人が作るポルノに関するドキュメンタリーの中に多くシーンが含まれ、明らかに演技ではない「強烈リアルセックス」が含まれている | 英語, ドイツ語                             |
| À l'aventure | 2008   | ジャン=クロード・ブリソーによる女性のセクシュアリティに関する映画第3弾、本物の女性のオナニーやオーガズムを含む多くの露骨なセックスシーンが含まれている | フランス語                                 |
| Amateur Porn Star Killer 2                                                                                                   | 2008   | シェーン・ライアンによるこの映画には、挿入とオーラルセックスの明示的なシーンが含まれている。三部作の第二作 | 英語                                       |
| Gutterballs | 2008   | ライアン・ニコルソン監督のカナダ映画で、少なくとも2つのバージョンがあります。オリジナルの男性および女性生殖器の明示的なショットの特色版、及びいわゆるピンEtration版では膣をレイプ中（ゴム）陰茎によって貫通されたショットを含む添加ショートH / Cショットと、元のバージョンと基本的に同じシーンがある。したがって、Pin-Etration Editionは元のバージョンよりも20秒長くなり、Adults Onlyというアドバイスもある | 英語                                       |
| House of Flesh Mannequins | 2009   | ドミツィアーノクリストファロ監督の映画には、本物のセックスシーンと、国際的なポルノスターや極端なボディーアートパフォーマーがそれぞれ演じる（少なくとも一部の）本物の拷問シーンの両方が含まれています。US DVDリリースはDirector's Cut（警告付き） | 英語                                       |
| アンチクライスト | 2009   | デンマーク、ドイツほか合作。ラース・フォン・トリアーのこの映画は、映画の冒頭でマスクされていない挿入が含まれている ほか、膣の性交のシーンを特徴としており、視覚的に暴力的な性的イメージも含まれているがフィルムの製作にはボディダブルが使用されたという。女性器を切除する場面が描かれるなどの激しい暴力シーンのため議論を巻き起こした。カンヌ国際映画で女優賞を獲得する一方、最低賞も贈られるなど、評価も二分。 | 英語                                       |
| The Band | 2009   | アンナ・ブラウンフィールド監督のこの映画は、オーストラリア映画で、実際のフェラや局部がもろ見えする騎乗位ファックシーンなどの過激なシーンが展開。無性のセックスについての数々のシーケンスを特徴としている。 | 英語                                       |
| エンター・ザ・ボイド | 2009   | ガスパル・ノエ監督のこの映画には、ハードコアセックスの長いシーケンス膣への挿入を示している | 英語, 日本語他                             |
| Dogtooth（籠の中の乙女） | 2009   | ヨルゴス・ランティモスによる映画。「近親相姦を含む独裁的な父親によってひきおこされた孤立から生じる異常で機能不全のライフスタイルを確立するために、短いが本物のセックスが使用されます。」 | ギリシャ語                                 |
| Engel mit schmutzigen Flügeln ( Angels with Dirty Wings)                                                                     | 2009   | ローランド・レーバーのこの映画では、女優のアンジェ・メンニングがカメラの前で実際のセックスをしている | ドイツ語                                   |
| Now & Later | 2009   | フランスの監督フィリップ・ディアスによるアメリカの独立した映画。複数のシミュレートされたセックスシーンと、共演者ジェームズ・ウォーサムとシャリ・ソラニス間のシミュレートされていない挿入とオーラルセックスシーンが組み合わされている。 | 英語                                       |
| Bedways（ベッドウェイズ） | 2010   | ロルフ・ピーターカールによるこの映画は、2つのマスターベーションシーンを含む本物のセックスシーンを示している。ドイツ映画で、ベルリン国際映画祭やモスクワ国際映画祭にも正式出品されたが劇場での一般公開にも至らなかった。セックスに対する疑問を投げかけるドキュメンタリー形式になっているが、評価としては賛否が分かれている。 | ドイツ語                                   |
| Rio Sex Comedy | 2010   | ジョナサン・ノシターの映画には、女優のイレーヌ・ジェイコブを含む、シミュレーションされていないセックスシーンが1つ含まれている | 英語, フランス語                           |
| The Bunny Game | 2010   | アダム・レマイアーが監督したこの映画には、長いシミュレーションのないフェラチオが含まれている | 英語                                       |
| Año bisiesto (英語 title: Leap Year)                                                                                         | 2010   | マイケル・ロウ映画作、シミュレートされていないセックスシーンを特集している | スペイン語                                 |
| Gandu | 2010   | カーシク・ムヘルジー監督のインド映画で、実際のセックスシーンが含まれている | ベンガル語                                 |
| LelleBelle | 2010   | ミシャ・カンプによるこの映画には、シミュレートされていない挿入のイメージが含まれている | オランダ語                                 |
| Q（英語 title: Desire、伯：Desejo Ardente Pelicula 邦題：青い体験 誘惑の少女セシル）                                         | 2011   | ローラン・ブーニクが監督した2011年のフランス映画。この映画の場面場面で導入される、セックス挿入時や手コキ・手マンやマスターベーションのシーンを明示的に示しているが、俳優によるシミュレートはなされていない。俳優を探したいくつかの明示的なシーン。 デボラ・レヴィとジョニー・アマロ間でシミュレートされていないフェラ、デボラ・レヴィによるジョニー・アマロへの手コキや男優のゴワン・ディディがデボラ・レヴィとエレーヌ・ジマーに、局部を咥えてもらっている。このほかエレーヌ・ジマーによるマスクされていないオナニーのシーン、パトリック・ハウティエによるデボラ・レヴィへのクンニリングスも、シミュレートしていない。 | フランス語                                 |
| 愛很爛 (英語 title: Love Actually... Sucks!)                                                                                 | 2011   | Scud監督の香港映画はフェラチオが特徴 | マンダリン, 広東語, 英語                   |
| Caged | 2011   | ステファン・ブレニンクマイジャーが監督した2011年のオランダ映画には、いくつかの露骨なハードコアセックスシーンが含まれている | オランダ語                                 |
| Léa | 2011   | ブルーノ・ローランド監督のこの映画には、シミュレートされていないクンニリグスのシーンが含まれている | フランス語                                 |
| KLIP（英：Clip） | 2012   | セルビア映画で原作はマジャ・ミロスよるデビュー作 hypersexualizedのティーンエイジャーについて、で、2つのシミュレートされていないフェラシーンがある。マジャ・ミロスは、若いキャストは関与せず、ボディダブルであるという。実際、エンドクレジットで「未成年者は露骨なセックスやヌードのシーンには関与していません」としている。彼氏役ドールの陰茎が明らかに偽物である。補綴物と視覚効果は他のシーンにも使用された。 | セルビア語                                 |
| Starlet（チワワは見ていた ポルノ女優と未亡人の秘密）                                                                         | 2012   | ショーン・S・ベイカーによるこの映画には、挿入のシーンが含まれている | 英語                                       |
| Paradise: Faith | 2012   | ウルリヒ・ザイドルが監督した2012年のオーストリア映画で、Paradise三部作の第2作。マスターベーションやフェラチオの短いシーンを含む「強いリアルセックス」が含まれている | ドイツ語                                   |
| Hotel Desire | 2012   | 40分の中のドイツ映画で、女優セルゲイ・モヤやサラリサ・ボルムと俳優クレメンス・シックとの間の非シミュレートされた性交含む。後者は指をパートナーの陰唇の間で（貫通せずに）通過させ、クンニリングス。この映画には、 クレーメンス・シック サラリサ・ヴォルム オナニーシーンを経て、クローズアップでコンドーム着用。 シーンはシミュレートされていない性交で終了する。 | ドイツ語                                   |
| They Call It Summer (E la chiamano estate)                                                                                   | 2012   | パオロ・フランキの映画には、イザベラ・フェラーリが関与する、シミュレートされていないセックスが含まれている | イタリア語                                 |
| I Want Your Love | 2012   | トラビス。マシューが監督した2012年の長編映画で、男性間の「強烈リアルセックス」が含まれている | 英語                                       |
| Sexual Chronicles of a French Family（邦題：告白 ファミリーレポート、Chroniques sexuelles d'une famille d'aujourd'hui）      | 2012   | パスカル・アーノルドとジャン＝マルク・バール監督作によるコメディ映画で、Sensualバージョン（ソフトコア）とSexualバージョン（ハードコア）の2つのバージョンがある。ハードコアバージョンでは冒頭のタイトルシーンを経てすぐ大画面のスクリーン一杯に女性器がいきなり大写しになる。主人公の童貞少年がもろみせでオナニーに耽るシーンをはじめ、本番シーンが惜しげもなく描写されている。マスクされていないセックスのシーン導入は、両親、3人の子供（18〜22歳）および祖父の性生活を明らかにするため。 | フランス語                                 |
| ニンフォマニアック | 2013   | ラース・フォン・トリアー監督の鬱三部作の最終作品として、約5時間半もの長編映画。ベルリン映画祭に出展されている。2部構成のドラマ。セックスのシミュレーションのシーンを作成するため、フォン・トリーアはデジタル合成を使用して、ポルノ映画の俳優の性器を映画の俳優の身体に重ね合わせた。カンヌ映画祭でプロデューサーのルイーズ・ヴェスは次のように説明。「セックスをするふりをした俳優を撮影し、実際にセックスをした人の体を二重にした。星になり、腰の下の（原型）はダブルになります。」さらにゲインズブールとマーティンは、撮影中に人工膣が使用されたことを明らかにした。まず俳優たちがセックスシーンを演じ、ボディダブルたちが本当にセックスしてその演技を再現する。そしてボディダブルたちの性器の映像が、俳優たちのものとして差し替えられた。つまり普通の映画と同じということ。またセットには人工女性器が用意されていたとされる。 | 英語                                       |
| Pornopung | 2013   | ヨハン・カオス監督の2013年のノルウェー映画で、露骨なフェラチオのシーンが描かれている | ノルウェー語                               |
| Stranger by the Lake （The Unknown Lake、邦題：湖の見知らぬ男）                                                              | 2013   | 監督アラン・ギロディ、出会い系サイトで映画チームが見つけたライナーで作られた、射精を含む男性間のフェラチオ など。ボデイダブルを使用して撮影された本番行為のシーンが含まれている。 | フランス語                                 |
| Wetlands | 2013   | デヴィッド・ヴェンドの映画には、ほうれん草のピザで4人の男性がオナニーと射精をする実際のシーンが含まれているが、シーンを撮影するためにポルノ俳優が雇われる | ドイツ語                                   |
| Pasolini | 2014   | ピアパオロ・パソリーニの生涯の最後の日についてのアベル・フェラーラの映画で、延長されたシミュレートされていないフェラチオシーケンスを示している | 英語, イタリア語, フランス語               |
| Diet of Sex | 2014   | Borja Brun監督作のスペイン映画で、本国ではR18指定。2013年にPollyGrind映画祭に正式出品され、賞も取っている。全編にわたる局部やフェラ、挿入結合などをアップで撮影。シミュレートされていないセックスシーンを特集している。フェラチオ、クンニリングス、 ラケル・マルティネスとマーク・ロドリゲスの間のマスクされていない貫通がみられる | スペイン語                                 |
| Angry Painter (Sungnan Hwaga)                                                                                                | 2015   | キュ・ファンチョンの映画で、「X指定」の性的コンテンツが含まれている ムン・ジョンウォンとロシアの女優ナタリア・ブリーニアの間のシミュレートされていない性交シーンを含む。 | 朝鮮語                                     |
| Love | 2015   | フランス・ベルギー合作。ギャスパー・ノエ監督が、情熱的な愛を大胆な性描写を交えて描いている。シーン冒頭にカール・グルスマンの局部をしごきしながら、自らも丸出しで手マンをなされるアオミ・ムヨックの姿やクララ・クリスティンへの挿入、女性2人と男性1人の3人でのセックスなど非日常的なシーンが展開する。カンヌ映画祭で公開され、当然のことながら物議を醸した。なお、このフィルムでギャスパー・ノエは性行為の場面を3-Dでのリリースであるとして注目された。シミュレートされていないセックスシーンの「繰り返し」と「シナリオにおける重要性」のため、この映画はフランスで少なくとも18年間上映禁じられている。 | 英語、フランス語                           |
| Much Loved (Zin Li Fik) | 2015   | ナビル・アヨシュによるマラケシュの売春に関するこの映画の拡張版には、Loubna Abidarによるシミュレートされていないフェラチオが含まれている。このシーンは、カンヌで上映された映画の最終カットから削除された可能性が最も高い。なぜなら、ハリウッドレポーターの映画のレビューによると、キャストのアヨシュは「身体の部分を明らかにするのにgeneでみえない」。 | アラビア語, フランス語                     |
| Drakkar | 2015   | フランス映画でロッテルダム国際映画祭正式出品作品。監督：Maud Alpiで、フェラシーンなどがある。 | フランス語                                 |
| Paris 05:59: Théo & Hugo | 2016   | この映画は、パリのセックスクラブでの18分間のシミュレートされていないゲイの乱交シーンで始まる | フランス語                                 |
| We Are the Flesh (Tenemos la carne)                                                                                          | 2016   | エミリアーノ・ロシャ・ミンター監督のメキシコ映画で、クライマックスまでとらえたオナニーのシーンを含む、シミュレートされていないセックスシーンが含まれている | スペイン語                                 |
| Needle Boy | 2016   | アレクサンダー・バク・サグモ監督の映画で、シミュレートされていないセックスシーンを特集している | デンマーク語                               |
| The Untamed | 2016   | メキシコ・デンマーク・仏・独・ノルウェー・スイスの合作。監督はアマト・エスカランテで出演はシモーネ・ブッチョ。本番行為の描写ではないがペニスそっくりな触手が、作品の前半にシモーネ・ブッチョ演ずる全裸のヴェロニカのお股を攻め立てたり、後半でルース・ラモス演じるアレハンドラに絡みつき、挿入しまくる描写が展開する。 | スペイン語、デンマーク語他                 |
| FADO | 2016   | ドイツ・ポルトガル合作で、監督はヨーナス・ロスレンデル。主演女優のルイーゼ・ヘイヤーが本当にフェラに及ぶが、かなりのアップで撮影されているので本人である確証は得られないかもしれない。 | ドイツ語、ポルトガル語                     |
| Love Machine (Mashina Lyubvi)                                                                                                | 2016   | モスクワ国際映画祭にも出品された作品。主演の二人であるパーヴェル・ルミノフ監督とナタリヤ・アニシモワが恋人同士。ロシア映画史上類を見ないという過激な演出となっている。 このパベル・ルミノフの性的に露骨な映画には、オーラルセックスを含む多少議論の余地のある（実際の意図に関して）性的表現が含まれている | ロシア語                                   |
| The Night (La noche) | 2016   | エドガルド・カストロの映画で、シミュレートされていない性行為の長いシーケンスを取り上げている | スペイン語                                 |
| Ana, mon amour | 2017   | CălinPeter Netzer監督の映画には、シミュレーションを行わないセックスシーンが含まれている | ルーマニア語, ロシア語                     |
| A Thought of Ecstasy | 2017   | ロルフ・ピーターカールの映画。これには完全に正面からのヌード、勃起したペニス、露出した膣、およびシミュレートされていないセックスシーンの画像が含まれている | ドイツ語                                   |
| Der Geschmack von Leben | 2017   | ブリュッセル国際ファンタスティック映画祭出品作品で監督はローランド・レーバー。脚本はミラ・ギトナーと 演者のアンチェ・メンニング。有名女優のアンチェ・メンニングが無毛の局部を堂々ぴろげる姿の他、劇中で相手俳優のをがっつりと咥えた挙句に、精液まですすり尽くすシーンが描かれているが、有名な話でメンニング自身露出狂という性癖を抱えており、裸同然の姿をたびたび晒して罰金刑を受けたこともある | ドイツ語                                   |
| Picture of Beauty | 2017   | マキシム・フォードの映画で、シミュレートされていないセックスシーンが含まれている | 英語                                       |
| Marfa Girl 2 | 2018   | ラリー・クラークの2012年の映画「マーファガール」の続編。この映画には、俳優以外の演者による本物のセックスシーンが含まれている | 英語                                       |
| Mektoub, My Love: Intermezzo                                                                                                 | 2019   | アブデラティフ・ケシシュ監督作、シミュレーションされていないクンニリングスの13分間のシーンを特集している。俳優ロミオ・ラクールの行為オフィーリ・アバウへのクンニリングスが非シミュレート。 | フランス語                                 |

### アダルトビデオ
日本において1981年に登場したアダルトビデオでは最初期から本番行為を含む作品も存在するが、演技であったものも少なくない。特に「ランク」の高い女優にとってはそれが当たり前であったという。日本のアダルトビデオでは最終的に必ずモザイク処理が行われるため、撮り方次第でいかにも実際に本番行為を行っているかのように見せることができるためである。また人気AV女優が男性誌のインタビューで堂々と「フェラチオでしゃぶっているものはガムテープで作ったオブジェクト」「撮影現場では前張りを付けている」「本番はやりません」などと述べた例などもあった。
しかしその後著名なAV監督である村西とおるの作品が人気となり、アダルトビデオ業界で本番行為が市民権を得る。そしてビデ倫の衰退と、モザイク処理の強度が弱まった1993年以降のインディーズビデオ/セルビデオの隆盛、いわゆる「シースルービデオ」「薄消しビデオ」の登場により、疑似本番行為で誤魔化すことが非常に行い難くなった。こういった経緯によりアダルトビデオでは、ドキュメンタリー思考もあり、生撮りなどの手法により、ありのままを撮影編集した作品が制作販売される流れになっていった。